# Lipovany
Lipovany es un municipio situado en el distrito de Lučenec, en la región de Banská Bystrica, Eslovaquia. Tiene una población estimada, en noviembre de 2023, de 232 habitantes.
Está ubicado en el centro-sur de la región, en el valle del río Ipoly —un afluente izquierdo del Danubio— y cerca de la frontera con Hungría.

## Demografía
| Año        | 1994 | 2004     | 2014    | 2024  |
| ---------- | ---- | -------- | ------- | ----- |
| Población  | 329  | 286      | 260     | 234   |
| Diferencia |      | −13,06 % | −9,09 % | −10 % |

| Año        | 2023 | 2024    |
| ---------- | ---- | ------- |
| Población  | 230  | 234     |
| Diferencia |      | +1,73 % |